# Malthonea glaucina
Malthonea glaucina es una especie de escarabajo longicornio del género Malthonea, tribu Desmiphorini, subfamilia Lamiinae. Fue descrita científicamente por Thomson en 1868.
La especie se mantiene activa durante el mes de mayo.

## Descripción
Mide 7-10,6 milímetros de longitud.

## Distribución
Se distribuye por Ecuador y Venezuela.